# Wahl zur Nationalversammlung in der Türkei 1973
- TBP: 1
- CHP: 185
- Unabh.: 6
- CGP: 13
- AP: 149
- DP: 45
- MHP: 3
- MSP: 48

Die Wahl zur Nationalversammlung in der Türkei 1973 fand am 14. Oktober 1973 statt.
Die sozialdemokratische Republikanische Volkspartei unter Bülent Ecevit erreichte eine relative Mehrheit von 180 der 450 Sitze. Die konservative Gerechtigkeitspartei kam überraschend nur auf 156 Mandate. Süleyman Demirels Gerechtigkeitspartei war seit 1965 die stärkste des Landes gewesen. Demirel galt als der Favorit der Industriellen und Großgrundbesitzer, aber auch der Mittelständler und Bauern.

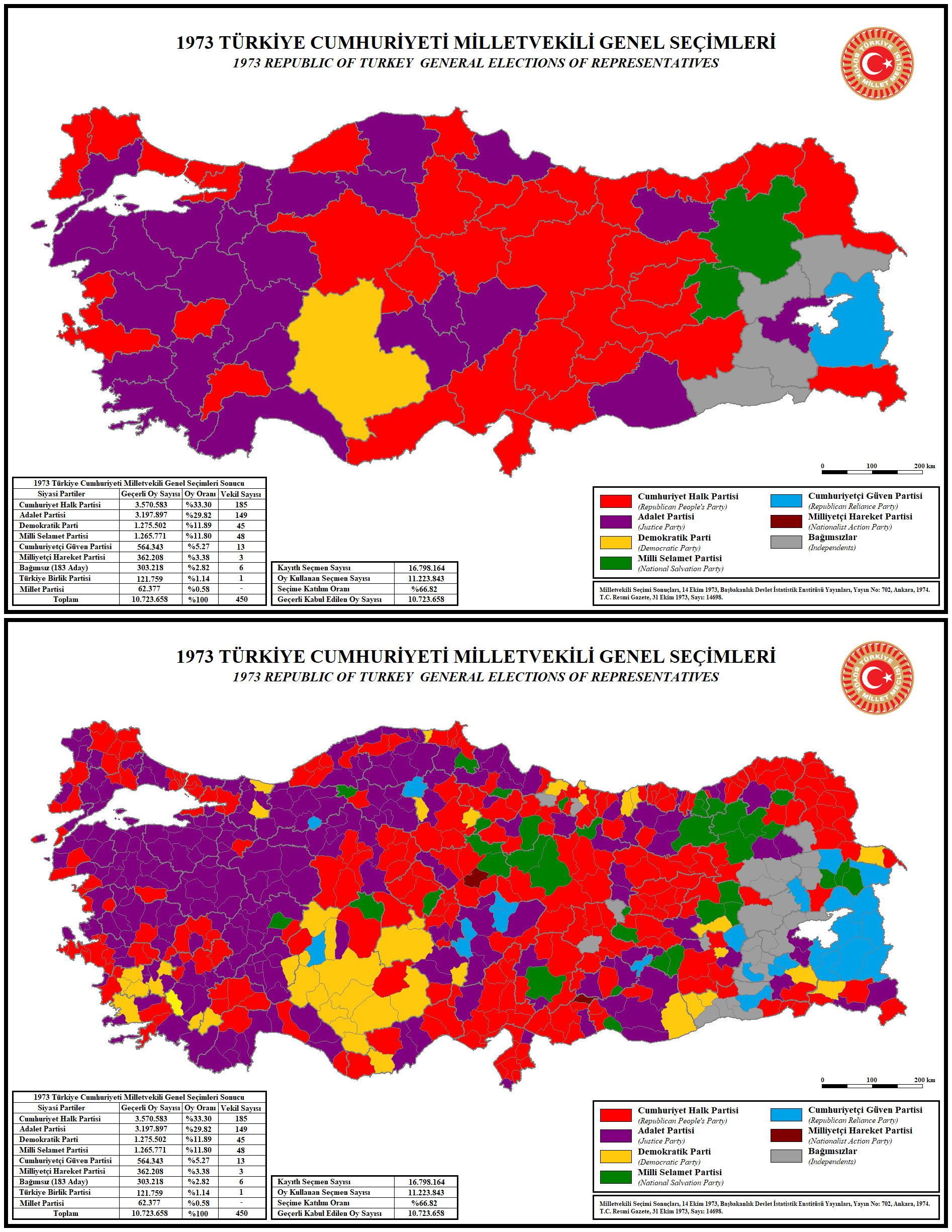

| Partei                                           | Partei                                      | Stimmen    | Stimmen | Stimmen | Sitze  | Sitze |
| Partei                                           | Partei                                      | Anzahl     | %       | +/−     | Anzahl | +/−   |
| ------------------------------------------------ | ------------------------------------------- | ---------- | ------- | ------- | ------ | ----- |
|                                                  | Republikanische Volkspartei (CHP)           | 3.570.583  | 33,30   | +5,93   | 185    | +42   |
|                                                  | Gerechtigkeitspartei (AP)                   | 3.197.897  | 29,82   | −16,73  | 149    | −107  |
|                                                  | Demokratische Partei (DP)                   | 1.275.502  | 11,89   | Neu     | 45     | Neu   |
|                                                  | Nationale Heilspartei (MSP)                 | 1.265.771  | 11,80   | Neu     | 48     | Neu   |
|                                                  | Republikanische Vertrauenspartei (CGP)      | 564.343    | 5,26    | −1,32   | 13     | −2    |
|                                                  | Partei der Nationalistischen Bewegung (MHP) | 362.208    | 3,38    | +0,63   | 3      | +2    |
|                                                  | Unabhängige                                 | 303.218    | 2,83    | −2,79   | 6      | −7    |
|                                                  | Einheitspartei der Türkei (TBP)             | 121.759    | 1,14    | −1,66   | 1      | −7    |
|                                                  | Volkspartei (MP)                            | 62.377     | 0,58    | −2,65   | 0      | −6    |
| Gesamt                                           | Gesamt                                      | 10.723.658 | 100,00  |         | 450    |       |
| Gültige Stimmen                                  | Gültige Stimmen                             | 10.723.658 | 95,54   | +0,06   |        |       |
| Ungültige Stimmen                                | Ungültige Stimmen                           | 500.185    | 4,46    | −0,06   |        |       |
| Wahlbeteiligung                                  | Wahlbeteiligung                             | 11.223.843 | 66,82   | +2,47   |        |       |
| Nichtwähler                                      | Nichtwähler                                 | 5.574.321  | 33,18   | −2,47   |        |       |
| Registrierte Wähler                              | Registrierte Wähler                         | 16.798.164 |         |         |        |       |
| Quelle: Türkisches Statistisches Institut (TÜİK) |                                             |            |         |         |        |       |